# Bahía Milne

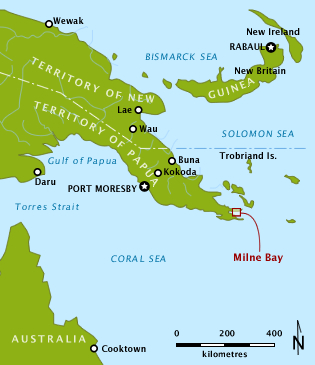
Ubicación de la Bahía Milne

Milne Bay es una gran bahía en la provincia de Milne Bay, en el sureste de Papúa Nueva Guinea. Con más de 35 kilómetros (22 millas) de largo y más de 15 kilómetros (9 millas) de ancho, Milne Bay es un puerto protegido de aguas profundas accesible a través del estrecho de Ward Hunt. Está rodeada por Stirling Range, densamente boscosa, al norte y al sur, y en la costa norte, una estrecha franja costera, empapada de sagú y manglares. La bahía lleva el nombre de Sir Alexander Milne.
En 1942, la Batalla de Milne Bay tuvo lugar aquí como parte de la Batalla de Nueva Guinea, donde las fuerzas terrestres japonesas fueron derrotadas por los Aliados por primera vez en la Guerra del Pacífico .
En la orilla norte de la bahía se encuentra la capital provincial de Alotau.